# The Swiss Army Romance
The Swiss Army Romance es el primer álbum de estudio de la banda estadounidense de rock alternativo Dashboard Confessional. Fue lanzado el 22 de abril de 2000 a través de Fiddler Records y fue producido por James Paul Wisner.

## Lista de canciones
Todas las canciones fueron escritas por Chris Carrabba.
1. "Screaming Infidelities" – 3:33
2. "The Sharp Hint of New Tears" – 3:02
3. "Living in Your Letters" – 3:40
4. "The Swiss Army Romance" – 3:06
5. "Turpentine Chaser" – 3:20
6. "A Plain Morning" – 3:40
7. "Age Six Racer"  – 2:21
8. "Again I Go Unnoticed" – 2:24
9. "Ender Will Save Us All" – 5:13
10. "Shirts and Gloves" – 2:56